# Ají de achakana
El ají de achacana es un plato típico de las fiestas de Todos Santos en las ciudades de Oruro y Potosí en Bolivia.

## Características
El ají de achakana se prepara con la cactácea achakana, una especie silvestre que es consumida en diferentes áreas de los Andes.

## Preparación
La planta debe hervirse reiteradas veces, con sal, para retirarle la corteza. luego se le retira la parte superior y con la raíz, que es la parte comestible, se prepara un ají al que se le agregan trozos de carne. El ají se sirve acompañado de chuño.

Pasos de la elaboración
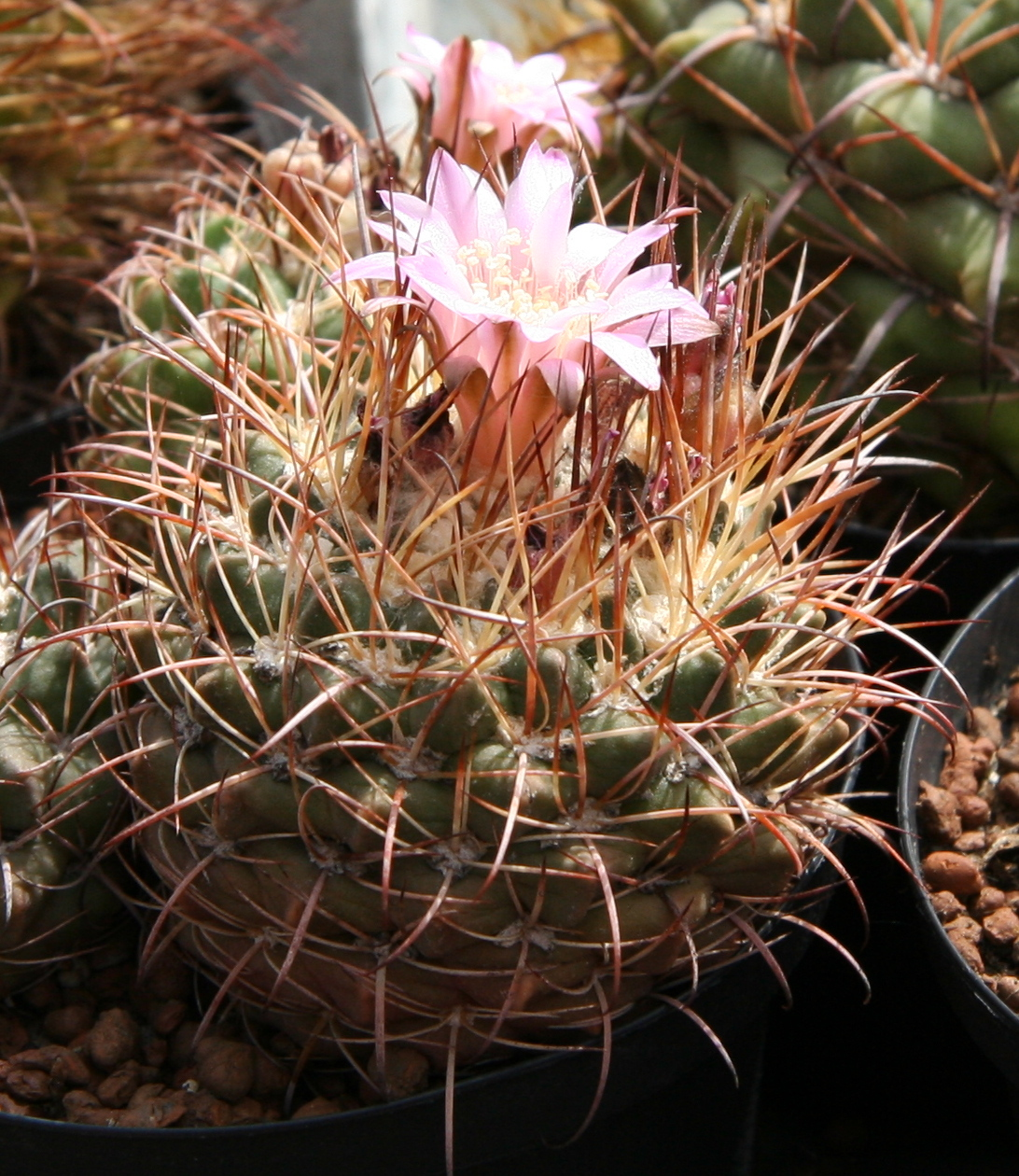
Achakana en estado natural
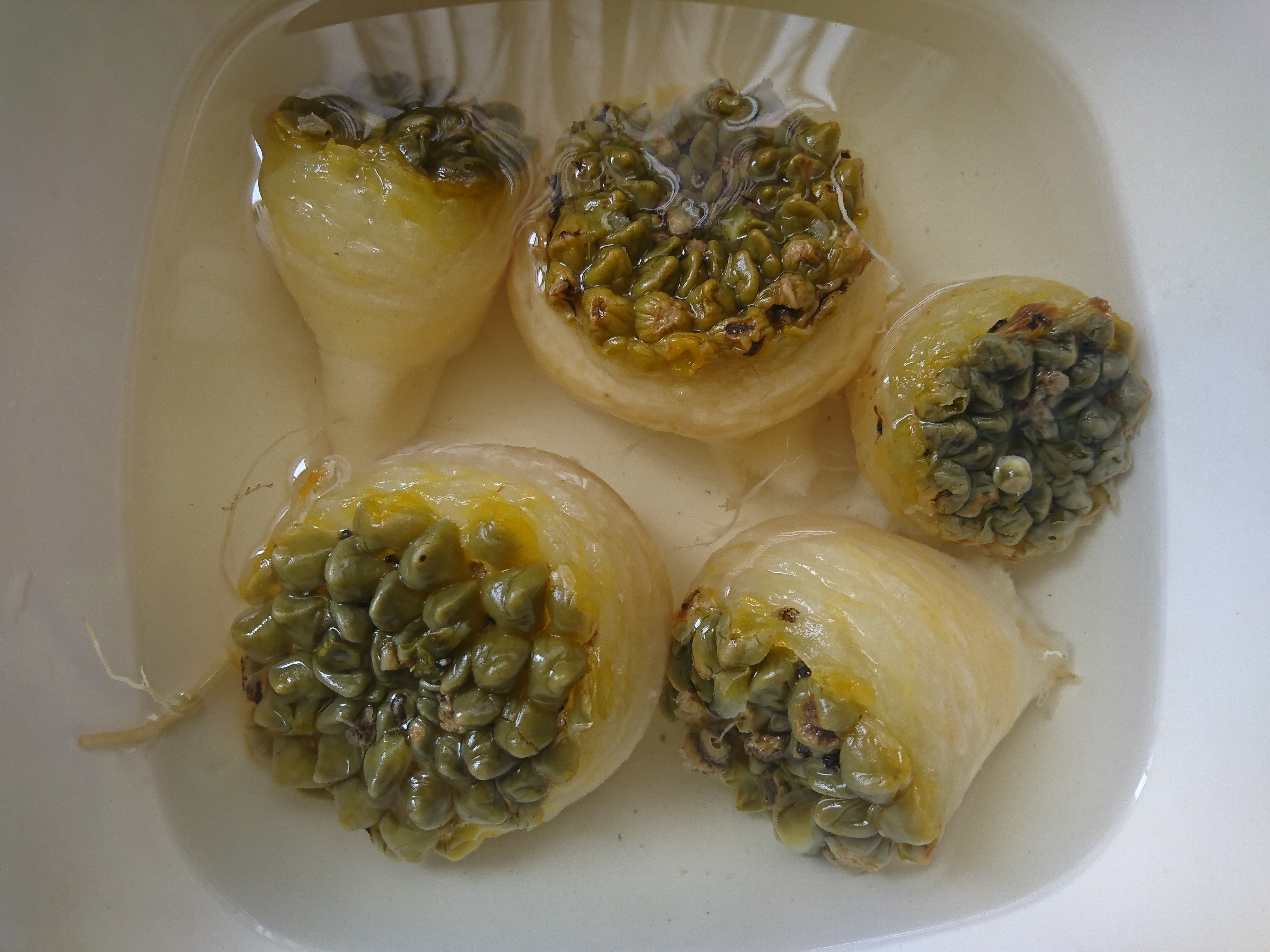
Achacanas cocidas
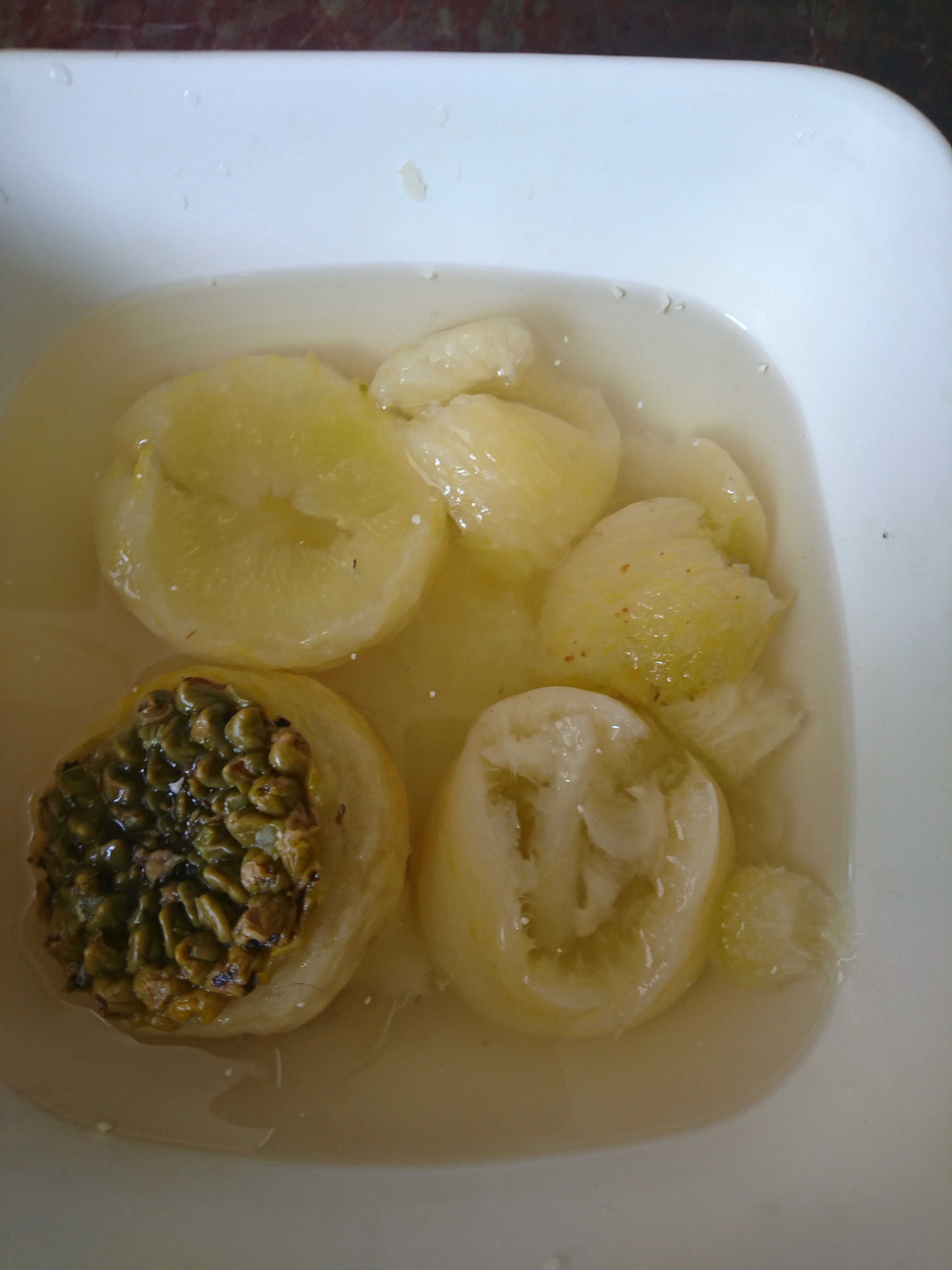
Achacanas cortadas
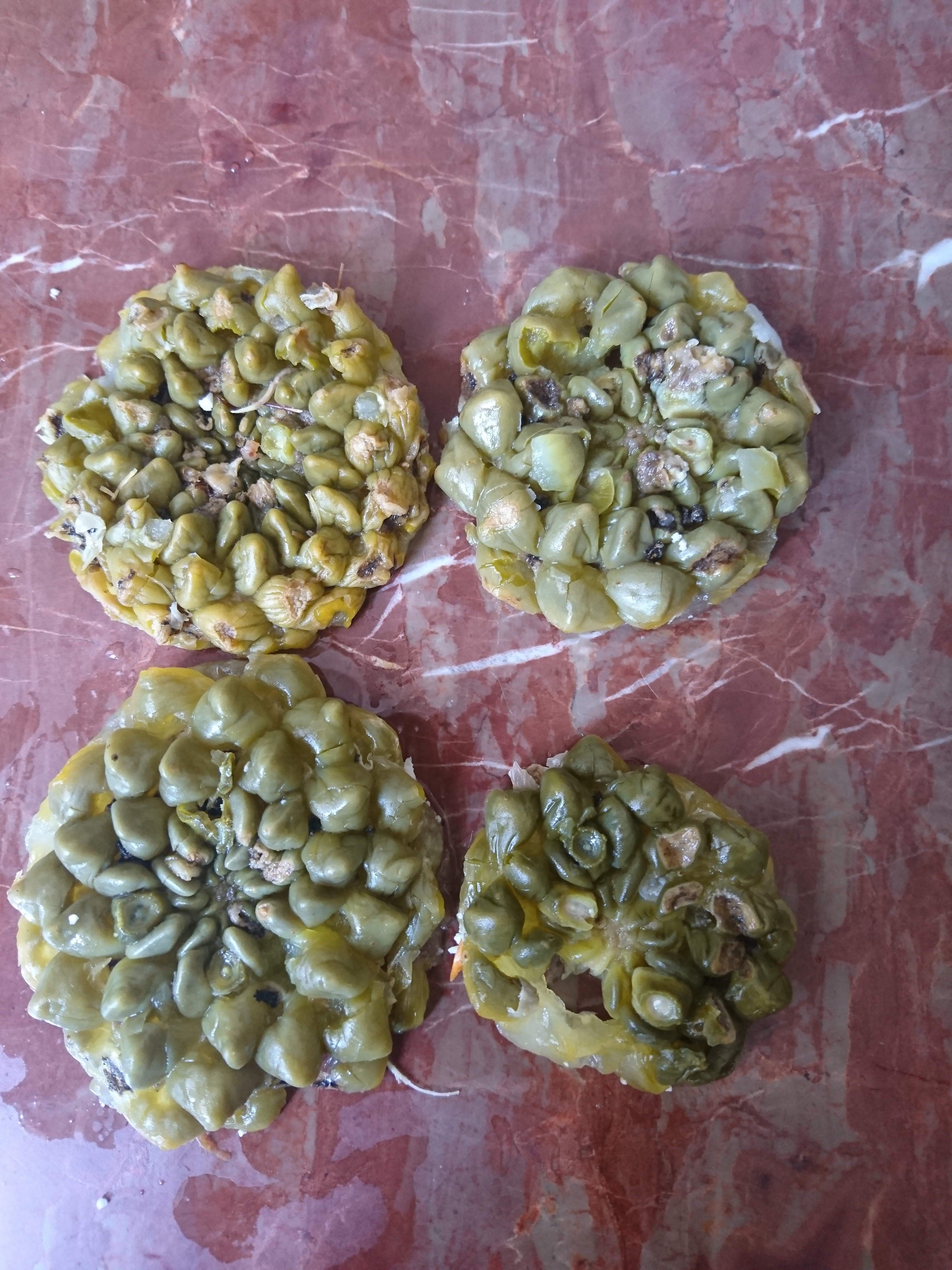
Remoción de cabezas
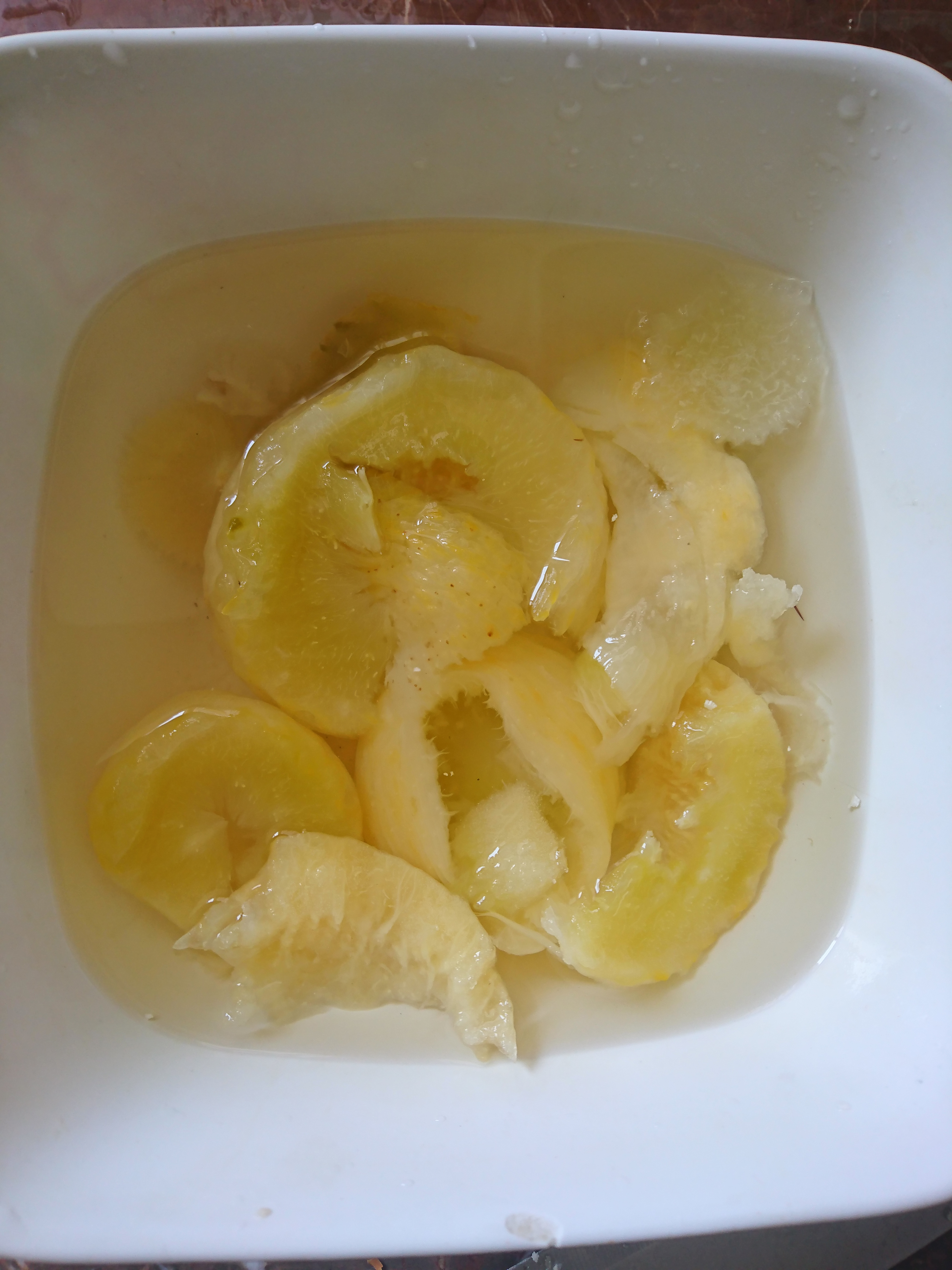
Pulpa de achacana
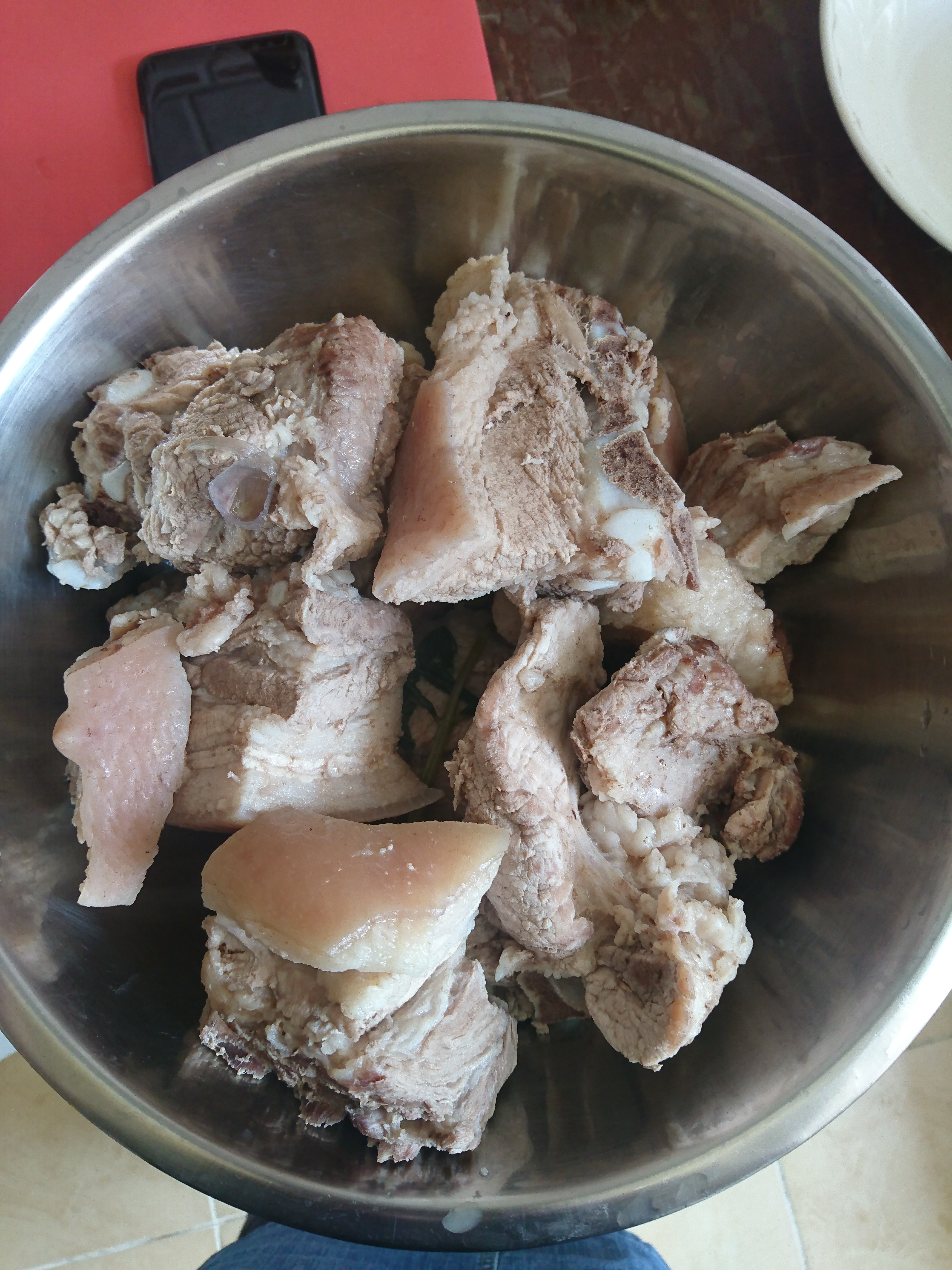
Trozos de carne de cerdo
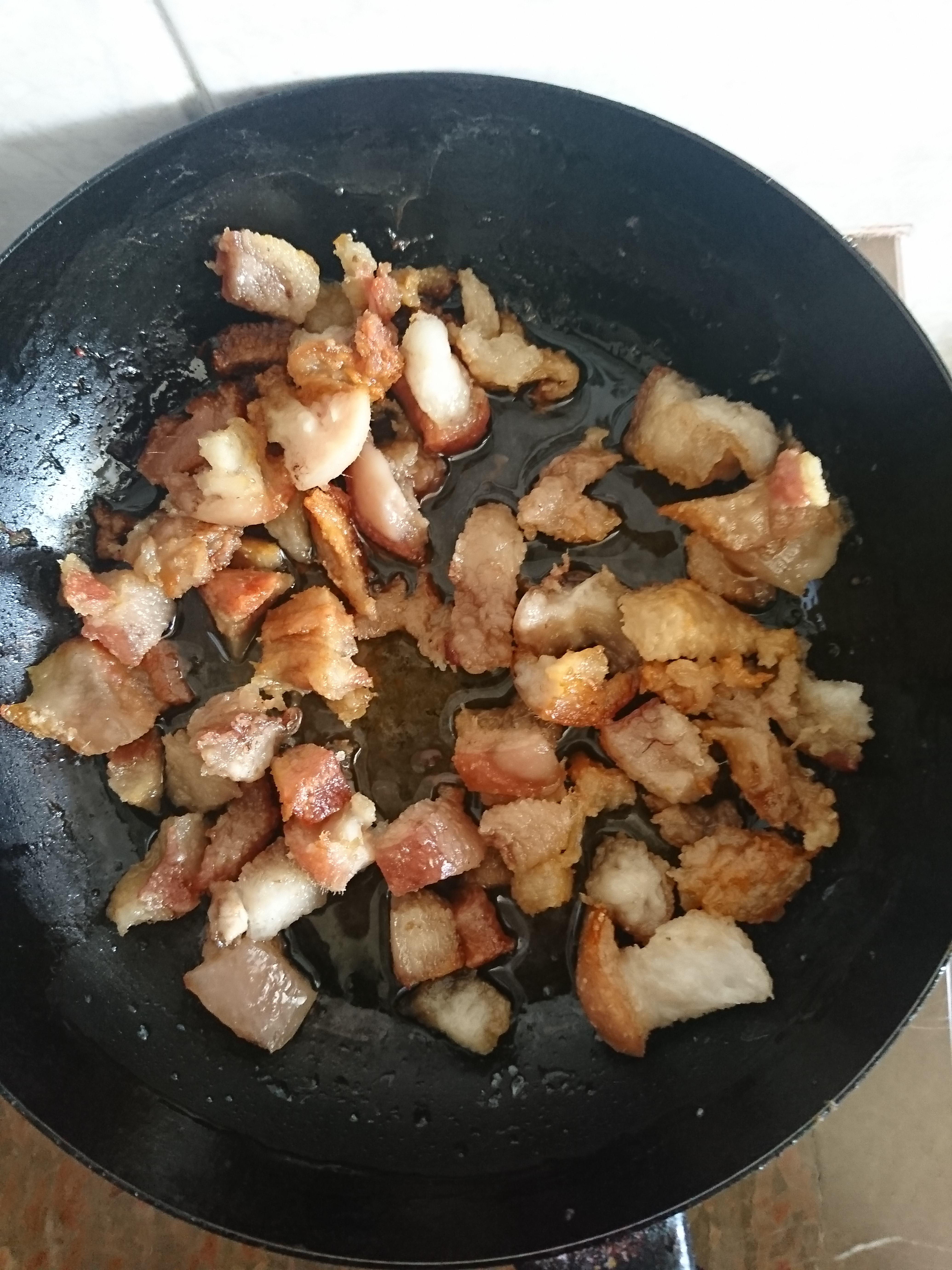
Trozos de carne retostados

## Patrimonio nacional
En 2014, mediante Ley Nacional 485, se declaró al ají de achakana como Patrimonio Nacional del Estado Plurinacional de Bolivia junto a otros platillos que forman parte de la culinaria departamento de Potosí, como la k´alapurka, la sopa de Llulluch´a, la misk´i Lawa, la salteña potosina y los tamales chicheños.